# Alphonse de Calonne
Alphonse de Calonne (Béthune, 1818 - Paris, 1902) est un homme de lettres et critique littéraire français.

## Biographie
Alphonse de Bernard, comte de Calonne, nait dans une famille de la noblesse de l'Artois, la famille de Bernard de Calonne, fils du comte Marie Joseph César de Bernard de Calonne et de Thérèse Julie Alexandrine Lebon.
Légitimiste, il s’oppose à la Seconde république en participant à la rédaction de revues royalistes. Il écrivit avec Xavier de Montépin Trois journées de février et Gouvernement provisoire, histoire anecdotique de ses membres.
Il collabore dès sa création par Louis Charles de Belleval, en 1852, à la Revue contemporaine, dont il prend la direction à partir du tome XV, en août 1854. Légitimiste à sa fondation, la Revue contemporaine se rallie vers 1855 à la politique de Napoléon III.
Il traduit Ivan Tourgueniev. Il est l'auteur de Bérangère (1852), La Minerve de Phidias restaurée (1855), Les fFais de la guerre (1856), Rattazzi et la crise italienne (1862), Constitution de l'Allemagne du Nord (1870) et Le Nouvel Opéra (1875). Il écrivit aussi  des nouvelles et brochures sous le nom d’Alphonse de Bernard, Le Portrait de la marquise, La Ferme de moines, Les Épreuves d’une héritière, De la défense des côtes en Angleterre (1859), La Pologne devant les conséquences du traité de Vienne (1861), M. Ratazzi et la crise italienne (1861), etc.
Sous le pseudonyme de Toison d'Or, il publie en 1883 Noblesse de contrebande, ouvrage dans lequel sont brocardés certains titre de noblesse.
Il est inhumé au cimetière de Passy.

### Distinction
- Chevalier de la Légion d'honneur

### Mariages et descendance
Alphonse de Bernard, comte de Calonne se maria deux fois, à Paris le 18 février 1854 avec Julie Hogé (1816 - Paris 8e, 21 juin 1880), puis à Chaville le 13 décembre 1886 avec  Aglaé Marie Louchet (Paris 18e, 1er juin 1863 - ).
Du second mariage, il laissa quatre enfants : 
- Jules de Bernard de Calonne (Paris 17e, 24 avril 1887 - mort pour la France, 3 juillet 1916),
- Jeanne de Bernard de Calonne (Paris 17e, 25 juillet 1888 - Paris 17e, 1er avril 1985), mariée en 1909 avec Jacques Auguste Parent ;
- Robert de Bernard de Calonne (Paris 17e, 25 décembre 1889 - Paris 16e, 1911) ;
- Thérèse.de Bernard de Calonne (Paris 15e, 15 novembre 1893 - Chantilly, 29 mai 1986).